# Tandingmeter

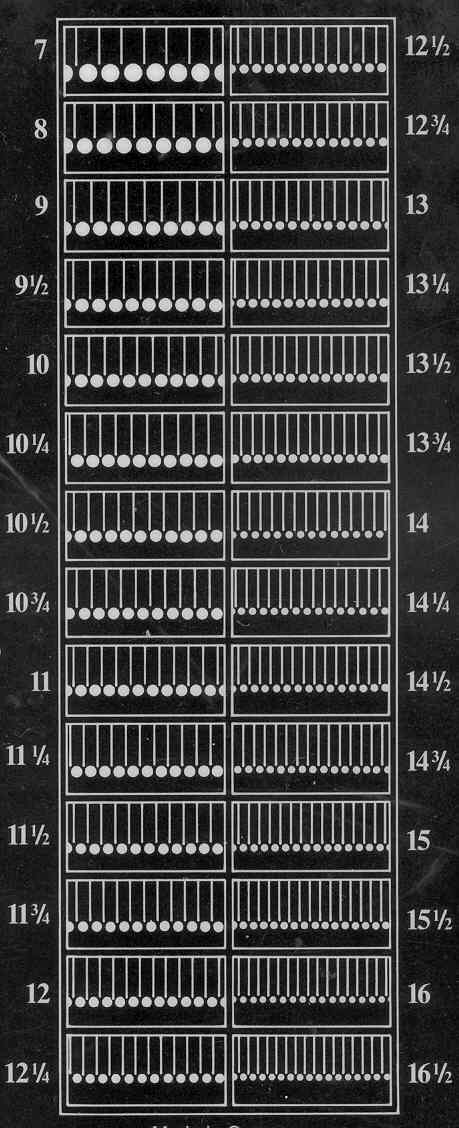
Tandingmeter. De getallen geven het aantal tanden per twee centimeter.

Een tandingmeter is een hulpmiddel om de tandingmaat van een postzegel (en ook van andere getande zegels) vast te stellen. Deze wordt uitgedrukt in het aantal tanden per 2 cm. De tanding horizontaal en verticaal is vaak verschillend.
Postzegelverzamelaars onderscheiden verschillende perforatiematen. Deze worden vastgesteld door het aantal gaten per twee centimeter te tellen. Om dit makkelijk te meten is een tandingmeter een eenvoudig meetinstrument. Het is een soort meetlat gemaakt van karton of plastic, waarop de verschillende tandingen zijn afgebeeld.
Soms zijn er van een postzegel versies met een andere tanding dan de rest. Dit komt doordat er een andere perforatiekam gebruikt is. Als het dan om kleine hoeveelheden gaat ten opzichte van de totale oplage, kan een zegel met een zeldzame tanding veel meer waard zijn dan een 'gewone' zegel. Dan is het belangrijk de tanding goed en makkelijk te kunnen meten.
De eerste tandingmeter werd gemaakt door Dr. A. Legrand.
Er bestaan ook elektronische tandingmeters.

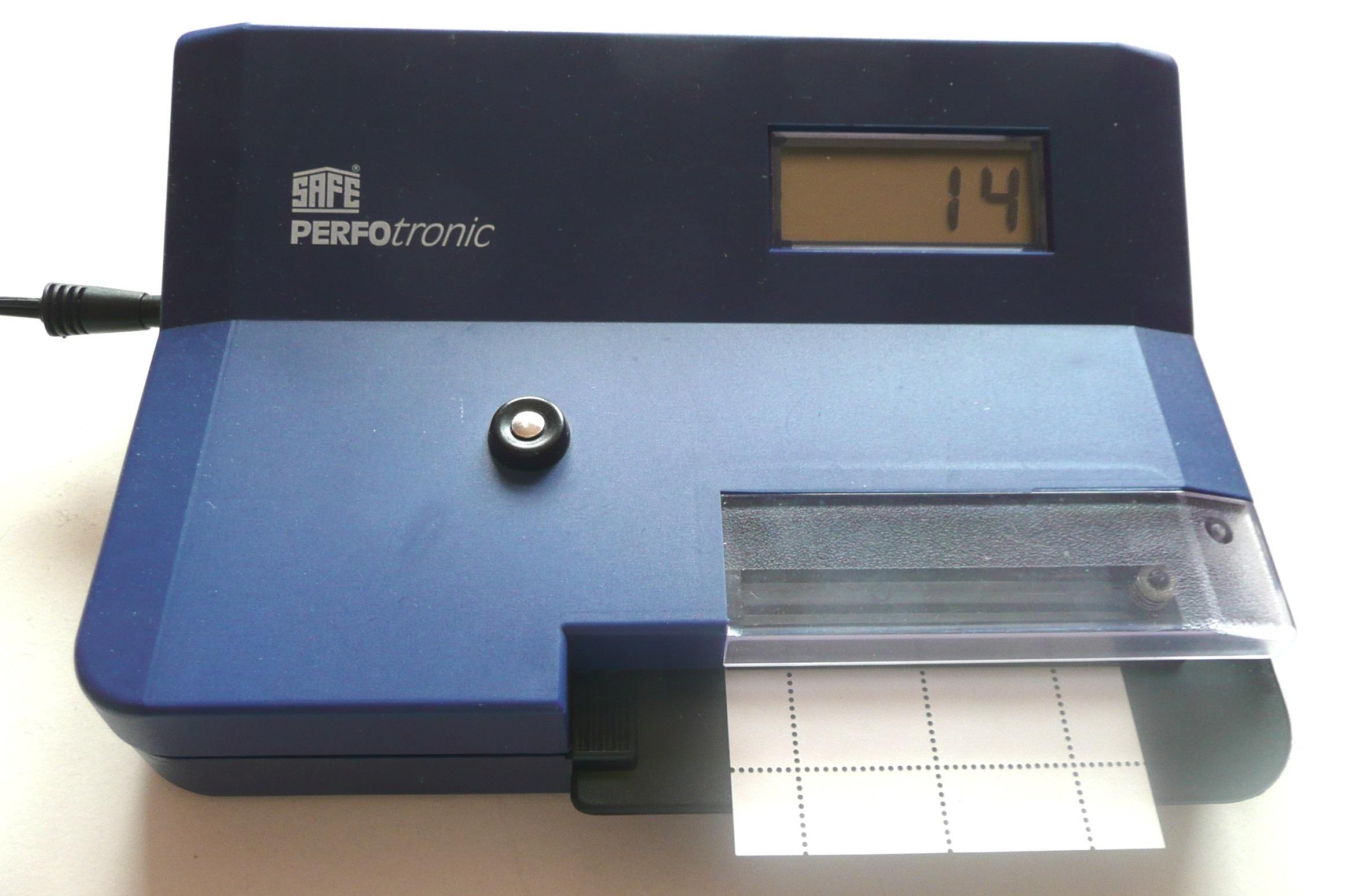
Elektronische tandingmeter